# Новостройка (Первомайський район)
Новостро́йка (рос. Новостройка) — селище у складі Первомайського району Оренбурзької області, Росія.
Стара назва — Нова Стройка.

## Населення
Населення — 285 осіб (2010; 355 у 2002).
Національний склад (станом на 2002 рік):
- росіяни — 51 %
- казахи — 30 %